# Sean Hannity
Sean Patrick Hannity (New York City, 1961. december 31.) amerikai műsorvezető, politikai kommentátor. A The Sean Hannity Show című rádióműsor vezetője volt, 2009 óta pedig a Hannity című televíziós műsor vezetője.
Több rádióállomásnál is dolgozott, 2014 óta a WOR-nál dolgozik.
Alan Colmes-szal együtt vezette a Hannity & Colmes című műsort a Fox News-on. Colmes 2008 januárjában kilépett, így a Hannity & Colmes-ból Hannity lett.
Három könyve is felkerült a New York Times bestseller listájára: Let Freedom Ring: Winning the War of Liberty over Liberalism; Deliver Us from Evil: Defeating Terrorism, Despotism, and Liberalism és Conservative Victory: Defeating Obama's Radical Agenda. Negyedik könyve, a Live Free or Die 2020-ban jelent meg.

## Élete
New Yorkban született, Lillian és Hugh Hannity gyermekeként. Négy gyermekük közül ő a legfiatalabb. Nagyszülei Írországból emigráltak az Egyesült Államokba. Franklin Square-en (Long Island) nőtt fel.
Gyerekkorában újságkihordóként dolgozott. Szülei eleinte John F. Kennedy elnök támogatói voltak, majd republikánus nézeteik lettek.
Tanulmányait a Sacred Heart Seminary és a St. Pius X Preparatory Seminary iskolákban végezte. Tanult a New York-i Egyetemen és az Adelphi Egyetemen is, de nem érettségizett.
1982-ben alapított egy szobafestő vállalkozást, és pár évig építészként dolgozott. Első rádióműsorát 1989-ben vezette. Erről így nyilatkozott: "Nem voltam jó benne. Rettenetes voltam."

## Magánélete
Első felesége Jill Rhodes volt, akivel 1991-ben ismerkedett meg. 1993-ban házasodtak össze. A pár 2020 júniusában bejelentette, hogy az előző évben váltak el, de már évekkel ezelőtt külön váltak.
Hannity azóta Ainsley Earhardt műsorvezetővel jár.
Két gyereke van: Patrick (1998) és Merri (2001).

## Könyvei
- Hannity, Sean (2002). Let Freedom Ring: Winning the War of Liberty over Liberalism, New York: ReganBooks, ISBN 0-06-051455-8.
- Hannity, Sean (2004). Deliver Us from Evil: Defeating Terrorism, Despotism, and Liberalism, New York: ReganBooks, ISBN 0-06-058251-0.
- Hannity, Sean (2010). Conservative Victory: Defeating Obama's Radical Agenda, New York: Harper Paperbacks, ISBN 0-06-200305-4.
- Hannity, Sean (2020). Live Free or Die: America (and the World) On the Brink, New York: Simon & Schuster, ISBN 978-1-982-14-9970.